# Ski de fond aux Jeux olympiques de 2018 – Sprint par équipes hommes
Navigation
Sotchi 2014 Pékin 2022
Le Sprint par équipes hommes ski de fond aux Jeux olympiques de 2018 a lieu le 21 février 2018.

## Médaillés
| Or                                     | Argent                                              | Bronze                       |
| Norvège (NOR) - Johannes Høsflot Klæbo | Athlètes olympiques de Russie (OAR) - Denis Spitsov | France (FRA) - Richard Jouve |

## Resultats
Q — Qualifié pour la finale, les deux premiers de chaque groupe
LL — "Lucky loser", qui correspond aux meilleurs 6 temps autres que ceux directement qualifiés
PF — photo finish

### Demi-finales
| Rang | Groupe | Dossard | Pays                          | Athlètes                                      | Temps    | Note |
| ---- | ------ | ------- | ----------------------------- | --------------------------------------------- | -------- | ---- |
| 1    | 1      | 15      | Athlètes olympiques de Russie | Denis Spitsov Aleksandr Bolshunov             | 15:58.84 | Q    |
| 2    | 1      | 16      | Suède                         | Marcus Hellner Calle Halfvarsson              | 15:58.99 | Q    |
| 3    | 1      | 19      | Allemagne                     | Sebastian Eisenlauer Thomas Bing              | 16:00.55 | LL   |
| 4    | 1      | 18      | Finlande                      | Martti Jylhä Ristomatti Hakola                | 16:01.41 | LL   |
| 5    | 1      | 20      | République tchèque            | Martin Jakš Aleš Razým                        | 16:08.78 | LL   |
| 6    | 1      | 17      | Grande-Bretagne               | Andrew Musgrave Andrew Young                  | 16:30.62 |      |
| 7    | 1      | 21      | Biélorussie                   | Michail Semenov Yury Astapenka                | 16:32.31 |      |
| 8    | 1      | 22      | Autriche                      | Bernhard Tritscher Dominik Baldauf            | 16:43.69 |      |
| 9    | 1      | 24      | Roumanie                      | Paul Constantin Pepene Alin Florin Cioancă    | 16:52.38 |      |
| 10   | 1      | 25      | Espagne                       | Imanol Rojo Martí Vigo del Arco               | 16:59.83 |      |
| 11   | 1      | 26      | Slovénie                      | Miha Šimenc Janez Lampič                      | 17:24.79 |      |
| 12   | 1      | 28      | Lituanie                      | Mantas Strolia Modestas Vaičiulis             | 17:41.73 |      |
| 13   | 1      | 27      | Corée du Sud                  | Kim Magnus Kim Eun-ho                         | 17:56.71 |      |
| 14   | 1      | 23      | Turquie                       | Ömer Ayçiçek Hamza Dursun                     | 18:45.78 |      |
| 1    | 2      | 1       | Norvège                       | Martin Johnsrud Sundby Johannes Høsflot Klæbo | 16:03.97 | Q    |
| 2    | 2      | 4       | France                        | Maurice Manificat Richard Jouve               | 16:04.45 | Q    |
| 3    | 2      | 6       | États-Unis                    | Erik Bjornsen Simi Hamilton                   | 16:04.69 | LL   |
| 4    | 2      | 3       | Italie                        | Dietmar Nöckler Federico Pellegrino           | 16:07.19 | LL   |
| 5    | 2      | 7       | Canada                        | Len Väljas Alex Harvey                        | 16:07.24 | LL   |
| 6    | 2      | 2       | Suisse                        | Roman Furger Dario Cologna                    | 16:10.52 |      |
| 7    | 2      | 10      | Pologne                       | Dominik Bury Maciej Staręga                   | 16:21.83 |      |
| 8    | 2      | 5       | Kazakhstan                    | Denis Volotka Alexey Poltoranin               | 16:30.10 |      |
| 9    | 2      | 8       | Estonie                       | Marko Kilp Karel Tammjärv                     | 16:30.30 |      |
| 10   | 2      | 11      | Ukraine                       | Andrii Orlyk Oleksii Krasovskyi               | 17:32.50 |      |
| 11   | 2      | 12      | Slovaquie                     | Peter Mlynár Andrej Segeč                     | 17:34.12 |      |
| 12   | 2      | 9       | Bulgarie                      | Yordan Chuchuganov Veselin Tzinzov            | 17:38.26 |      |
| 13   | 2      | 13      | Australie                     | Callum Watson Phillip Bellingham              | 17:38.36 |      |
| 14   | 2      | 14      | Chine                         | Wang Qiang Sun Qinghai                        | 18:11.95 |      |

### Finale
La finale a eu lieu à 19 h 30 le même jour.
| Rang               | Dossard | Pays                          | Athlètes                                      | Temps    | Écart  |
| ------------------ | ------- | ----------------------------- | --------------------------------------------- | -------- | ------ |
| Médaille d'or      | 1       | Norvège                       | Martin Johnsrud Sundby Johannes Høsflot Klæbo | 15:56.26 | —      |
| Médaille d'argent  | 15      | Athlètes olympiques de Russie | Denis Spitsov Aleksandr Bolshunov             | 15:57.97 | +1.71  |
| Médaille de bronze | 4       | France                        | Maurice Manificat Richard Jouve               | 15:58.28 | +2.02  |
| 4                  | 16      | Suède                         | Marcus Hellner Calle Halfvarsson              | 15:59.33 | +3.07  |
| 5                  | 3       | Italie                        | Dietmar Nöckler Federico Pellegrino           | 16:14.81 | +18.55 |
| 6                  | 6       | États-Unis                    | Erik Bjornsen Simi Hamilton                   | 16:16.98 | +20.72 |
| 7                  | 20      | République tchèque            | Martin Jakš Aleš Razým                        | 16:24.83 | +28.57 |
| 8                  | 7       | Canada                        | Len Väljas Alex Harvey                        | 16:31.86 | +35.60 |
| 9                  | 18      | Finlande                      | Martti Jylhä Ristomatti Hakola                | 16:32.30 | +36.04 |
| 10                 | 19      | Allemagne                     | Sebastian Eisenlauer Thomas Bing              | 16:42.20 | +45.94 |